# Saint-Saturnin (Marne)
Saint-Saturnin is een gemeente in het Franse departement Marne (regio Grand Est) en telt 56 inwoners (2009). De plaats maakt deel uit van het arrondissement Épernay.

## Geografie
De oppervlakte van Saint-Saturnin bedraagt 8,1 km², de bevolkingsdichtheid is dus 6,9 inwoners per km².
De onderstaande kaart toont de ligging van Saint-Saturnin (Marne) met de belangrijkste infrastructuur en aangrenzende gemeenten.

## Demografie
Onderstaande figuur toont het verloop van het inwonertal (bron: INSEE-tellingen).